# Lilla Pipsjön
Lilla Pipsjön är en sjö i Falkenbergs kommun i Halland och ingår i Ätrans huvudavrinningsområde.